# Штейн, Михаил Гиршевич
Михаи́л Григо́рьевич (Ги́ршевич) Штейн (23 апреля 1933, Ленинград — 24 сентября 2009, Санкт-Петербург) — российский историк, профессор Петербургского института иудаики, доктор исторических наук.

## Биография
Родился в 1933 году в Ленинграде. Отец (Штейн Гирш Мордухович) отсидел 10 лет по «58-й статье» в Ивдель-лагере. После окончания срока в 1948 году Михаил вместе с матерью приехал в Ивдель к отцу.
В 1951 году после окончания школы поступал в Ленинградский театральный институт, но не прошёл по конкурсу.
В 1957 году закончил Ленинградский финансово-экономический институт.
Работал в НИИ «Ленстроймаш» Министерства дорожного и коммунального строительства. Затем с 1963 работал преподавателем экономики в Индустриальном техникуме Ленинграда. Работал учителем в 441-й средней школе Ленинграда.
С 2000 года — доцент, затем профессор Петербургского института иудаики
В 2007 году ослеп. Докторскую диссертацию по истории защищал уже слепым в феврале 2008 года. Тема диссертации — «Дворянские роды Ульяновых и Лениных в истории России». Впервые научно обосновал происхождение псевдонима «Ленин». М. Г. Штейн высказывал претензии к автору двухтомной книги «Ленин» Арутюнову Акиму Арменаковичу, обвиняя его в плагиате.
Был женат.
Умер 24 сентября 2009 года.

## Звания
- Член Русского генеалогического общества
- Кандидат экономических наук
- Доктор исторических наук

## Память
- Международная научная конференция «История еврейской диаспоры в Восточной Европе», посвящённая памяти Михаила Гиршевича Штейна[3]. Сборник материалов конференции Архивная копия от 8 апреля 2014 на Wayback Machine.